# Morrylos
Morrylos (en grec ancien Μόρυλλος) est une cité antique de Crestonie, en Macédoine.

## Localisation
Le site de Morrylos se trouve, dans le nord de la Grèce, près de l'actuelle localité d'Áno Apóstoli, dans le dème de Kilkís (periphérie de Macédoine-Centrale), à environ 18 km au sud-ouest du chef-lieu Kilkís. Cette localisation est connue depuis 1961, sur la base d'une inscription découverte sur le site.

## Histoire
La cité est fondée au IVe siècle av. J.-C. ; elle fait partie du royaume de Macédoine. En 168, elle devient romaine (province romaine de Macédoine) et est en déclin à la fin de l'époque impériale.
On a découvert, parmi d'autres inscriptions, deux intéressants décrets en l'honneur de bienfaiteurs (évergètes) de la cité ; le plus ancien date du règne de Philippe V de Macédoine et donne des indications sur les magistrats de la cité ; le plus récent est du début de la période romaine et donne également des renseignements sur les institutions civiques, ainsi que sur la nature des honneurs réservés aux bienfaiteurs. Les deux inscriptions montrent que le culte principal était celui d'Asclépios, auquel était voué un troupeau sacré de vaches. L'importance du culte d'Asclépios est confirmée par des statues cultuelles pré-romaines qui proviennent du site.